# 吕迪语
吕迪语（ 或  ）是烏拉爾語系芬兰-乌戈尔语族芬蘭語支下屬的一種語言或者是卡累利阿语的一个方言群。芬兰的语言研究传统通常认为吕迪语是一种独立的语言。该语言濒临灭绝，现今流利使用人数仅为300人。吕迪语的传统使用范围位于卡累利阿共和國东部彼得罗扎沃茨克四周及其南部奥涅加湖湖畔。
吕迪人的早期历史不太为人所知。现今普遍的观点是中世纪时卡累利阿人接触到维普斯人后，并与当地的萨米人融合在一起而形成具有自己独特语言和文化的吕迪民族。

## 语言学分类

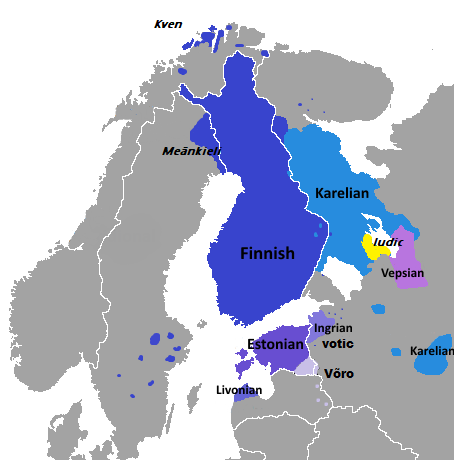
吕迪语分布范围（图中黃色處）

在芬兰研究传统上，根据历史原因吕迪语被视为在卡累利阿语和维普斯语之间的过渡方言；而在俄罗斯研究传统上，根据民族誌原因它通常被视为卡累利阿语的方言。最新的一些研究提议将吕迪语列为一种独立的语言。吕迪语的特点是一些卡累利阿语特性和维普斯语特性的特定混合。卡累利阿语特性的例子为原始芬兰语中非开音节长元音的双元音化，例如：*pää > piä （头）；*soo > suo （沼泽）；维普斯语中分别为 pä 和 so。维普斯语特性的例子为辅音强弱变化的几乎完全丧失。

### 方言
在1900年代初期时吕迪语的人口大约在一万至两万人之间，且所有的方言都还兴盛。现在吕迪人的数量大约为一万人，其中大约有三千人在一定程度上使用吕迪语，而能流利使用该语言的人大约为300人。
吕迪语有三个主要的方言群：
- 北部（湖区）方言，位于奥涅加湖的西北岸边
- 中部（河区）方言，位于舒亚河沿岸和彼得罗扎沃茨克附近的定居点
- 库耶尔维（林区）方言（Kuujärvi）

每个方言受到来自不同方向的影响：北部方言受到本部卡累利阿语，特别是其南部方言的影响；中部方言受到利维卡累利阿语的影响；而林区方言受到维普斯语的影响。另外还有三个方言则已经消亡了。